# Ilarion Kalinowitsch Rossochin
Ilarion Kalinowitsch Rossochin (russisch Иларион Калинович Россохин, wiss. Transliteration Ilarion Kalinovič Rossochin (1707 – 1761) oder Rassochin (russisch Рассохин)) war ein russischer Übersetzer aus dem Chinesischen und Mandschurischen.

## Biografie
In der Geschichte der russischen Mandschuristik war er eine Persönlichkeit aus deren erster, mit der Pekinger Mission verbundenen Periode (Anfang des 18. Jahrhunderts – 1. Hälfte der 1840er Jahre).
Er war der russischen Mission in Peking zugeteilt, wo er chinesische, mongolische und mandschurische Sprachen studierte und Dokumente übersetzte. Nach seiner Ankunft in St. Petersburg (um 1745) wurde Rossochin zum Übersetzer an der Akademie der Wissenschaften und zum Lehrer für orientalische Sprachen an einem akademischen Gymnasium ernannt. Hier übersetzte er zusammen mit Leontijew (1716–1786) mehrere chinesische und mandschurische Bücher ins Russische, darunter Gespräche (des Konfuzius) und eine mandschurische Geschichte, die jedoch zu seinen Lebzeiten unveröffentlicht blieben. Er veröffentlichte in Millers "Monthly Works" für 1761 Ergänzungen zu Du Haldes Berichten über die chinesische Seidenindustrie und mehrere andere Artikel.